# Cholo Valderrama
Wilson Orlando Valderrama Aguilar (Sogamoso, Colombia, 23 de agosto de 1951), más conocido por su nombre artístico, El Cholo Valderrama, es un cantautor colombiano de música llanera.

## Biografía
Wilson Orlando Valderrama Aguilar, más conocido artísticamente como "El Cholo Valderrama", nació en Sogamoso (Boyacá) el 23 de agosto de 1951. Su niñez la vivió en el municipio de San Luis de Palenque (Casanare); las vivencias de las labores campesinas y del paisaje del río Pauto marcaron su estilo como intérprete y compositor. Sus primeros acercamientos con la música llanera los tuvo en los bailes -parrandos- del vecindario, práctica común entre los habitantes de la Orinoquía   
A la edad de 15 años compuso “Bonguero del Casanare”. Su primera canción narra la historia de un pescador del río Pauto que le enseñó muchas cosas sobre el agua, la canoa, el canalete y la atarraya. Posteriormente, su debut como intérprete se dio mientras prestaba el servicio militar. En el año de 1978, se consolida la carrera musical del ‘Cholo’ al grabar “Baquiano, Horizonte y Verso”, el primero de sus más de 20 trabajos discográficos. 
Aunque es toda una institución de la música llanera colombiana, también es el cantautor en su género más reconocido a nivel internacional. Las coplas, versos y ‘corríos’ del ‘Cholo’ se han escuchado en países como Venezuela, México, Guatemala, Panamá, Inglaterra, Francia, Alemania, España, Italia, Estados Unidos, Japón y Rusia, entre otros. Sobresale su presentación en China, donde fue el primer músico llanero en realizar un concierto en el gigante asiático. 
En el vecino país de Venezuela, país llanero por excelencia, le fue reconocido su inigualable talento con el premio "Florentino de Oro" Honoris Causae. El galardón, exclusivo para artistas venezolanos, lo obtuvo por toda su obra y haber musical; además, por compartir con la región las más bellas historias hechas canciones de nuestros hatos colombianos
El ‘Cholo’ Valderrama recibió el Grammy Latino en 2008, categoría “Mejor Álbum de Música Folclórica”, por su producción “¡Caballo!”. El día de la ceremonia el mundo pudo conocer más de un artista criollo auténtico que, con sombrero pelo’e guama y liqui liqui, recibía el importante premio.  
(…) Cuando dijeron mi nombre, no sólo pensé en mí. Pensé en todo un pueblo olvidado, donde nos catalogan por los estereotipos de las telenovelas, y eso no es así. En el Llano hay talento, hay idiosincrasia y hay un mundo bellísimo para mostrar. Por eso lo defiendo y lo representaré hasta el día de mi muerte”.
Por otra parte, ha participado en proyectos que experimentan con la fusión musical en canciones como "Camina Pedro", a dúo con Fonseca; "Soy llanero", en el álbum "Mestizajes" de la Orquesta Filarmónica de Bogotá; en la reedición de “La tierra del olvido” al lado de Carlos Vives, Fanny Lu, Andrea Echeverri, Maluma, Fonseca y otros artistas nacionales. En su audaz búsqueda de sonidos hizo un video para Marca País (Colombia), en el que suena una especie de tecno-joropo.  
Acompañarlo a montar su caballo es recorrer sus más de 40 años de vida artística. Oírlo y verlo aupando ganado es un espectáculo: los animales conocen su voz gruesa y entonada, la cual tecnificó en Nueva Jersey, (Estados Unidos); la misma que se toma grandes escenarios del mundo y extensos pastizales de los Llanos Orientales. 
Aunque no lo parezca, al ‘Cholo’ le gusta de vez en cuando la soledad. Se acompaña de su cuatro y, recostado en su chinchorro, le compone a la inmensidad de la llanura, al cielo rojizo y a los morichales. No tendría nada de extraño que la Organización de las Naciones Unidas para la Educación, la Ciencia y la Cultura –Unesco– al declarar los Cantos de Vaquería como Patrimonio Cultural Inmaterial de la Humanidad, tuviera en cuenta a este hombre que no ha abandonado la tradición llanera.   
El sonido de los llanos colombianos está bien representado con este campesino, intérprete y compositor. Cada una de sus producciones discográficas es un portento de tradición recia. El ‘Cholo’ Valderrama en sus letras evoca y homenajea a la región de inmensos pastizales y eternos atardeceres; de este modo, se ha consagrado como el artista más reconocido del folclor llanero en el planeta. 
“El legado que dejo es la reivindicación de la música y la cultura del Llano. Siempre he luchado por rescatar las raíces, por no dejar mancillar nuestra música por la comercialización. He tratado de estar en el Llano, de vivir allí y de no perder el cordón umbilical con mi tierra”, afirma orgulloso el ‘Cholo’, quien remata con su característico “¡Uipipipipiiiiiiii!”

## Discografía
- 1978. Baquiano, Horizonte y Verso
- 1980. Llanero Soy
- 1982. Cholo
- 1983. A todo canta el llanero
- 1985. Gamín
- 1987. El Cholo
- 1988. Mi Viejo Pueblo Llanero
- 1992. Muchacha: ¡Cuánto te Quiero!
- 1993. Coleador
- 1994. !Y… Soy Llanero!
- 1996. ¡Caramba, Primo!
- 1999. Mastranto
- 2000. Cholo y sus canciones
- 2001. Corazón Marca̛o
- 2003. Aquí Mismito
- 2007. Bordón Libre
- 2008. ¡Caballo!
- 2010. Joropo
- 2018. Llanero, Si Soy Llanero

## Filmografía
- 2020. Jinetes del paraíso (narrador)

## Premios y nominaciones

### Premios Grammy Latino
| Año  | Trabajo nominado | Categoría              | Resultado |
| ---- | ---------------- | ---------------------- | --------- |
| 2008 | Caballo!         | Mejor Álbum Folclórico | Ganador   |

### Premios Nuestra Tierra
| Año  | Trabajo nominado                                       | Categoría                  | Resultado |
| ---- | ------------------------------------------------------ | -------------------------- | --------- |
| 2007 | Don Juan el Llanero                                    | Mejor banda de Película    | Nominado  |
| 2009 | Caballo                                                | Canción folclórica del Año | Nominado  |
| 2009 | Cholo Valderrama                                       | Artista folclórico del Año | Nominado  |
| 2011 | Camina Pedro (feat. Fonseca)                           | Canción folclórica del Año | Nominado  |
| 2011 | Cholo Valderrama                                       | Artista folclórico del Año | Nominado  |
| 2020 | Déjame Quererte (feat. Carlos Vives y Cynthia Montaño) | Canción folclórica del Año | Ganador   |
| 2020 | Señora Sara (feat. Chabuco y Kike Purizaga)            | Canción folclórica del Año | Nominado  |
| 2020 | Cholo Valderrama                                       | Artista folclórico del Año | Ganador   |
| 2021 | No Me Busquen Corazón (feat. Andrés Cepeda y Fonseca)  | Canción folclórica del Año | Nominado  |
| 2021 | Un Viaje Sabareno                                      | Canción folclórica del Año | Nominado  |
| 2021 | Cholo Valderrama                                       | Artista folclórico del Año | Nominado  |
| 2023 | Patria (feat. Carlos Vives y Clemente Mérida)          | Canción folclórica del Año | Nominado  |
| 2023 | Señal del Viento (feat. Las Añez)                      | Canción folclórica del Año | Nominado  |
| 2023 | Cholo Valderrama                                       | Artista folclórico del Año | Nominado  |
| 2024 | El Criollo Sortario (feat. Milena Benites)             | Canción folclórica del Año | Ganador   |
| 2024 | Cholo Valderrama                                       | Artista folclórico del Año | Nominado  |